# سفارة البوسنة والهرسك في فرنسا
سفارة البوسنة والهرسك في فرنسا هي أرفع تمثيل دبلوماسي لدولة البوسنة والهرسك لدى فرنسا. تقع السفارة في وهي تهدف لتعزيز المصالح البوسنية في فرنسا.

## وصلات خارجية
- قائمة سفارات البوسنة والهرسك
- قائمة السفارات في فرنسا